# Snottertjärnen (Norsjö socken, Västerbotten)
Snottertjärnen är en sjö i Norsjö kommun i Västerbotten och ingår i Skellefteälvens huvudavrinningsområde.